# Maculinea melancholica
Maculinea melancholica är en fjärilsart som beskrevs av Felix Bryk 1946. Maculinea melancholica ingår i släktet Maculinea och familjen juvelvingar. Inga underarter finns listade i Catalogue of Life.